# Loy Ehrlich

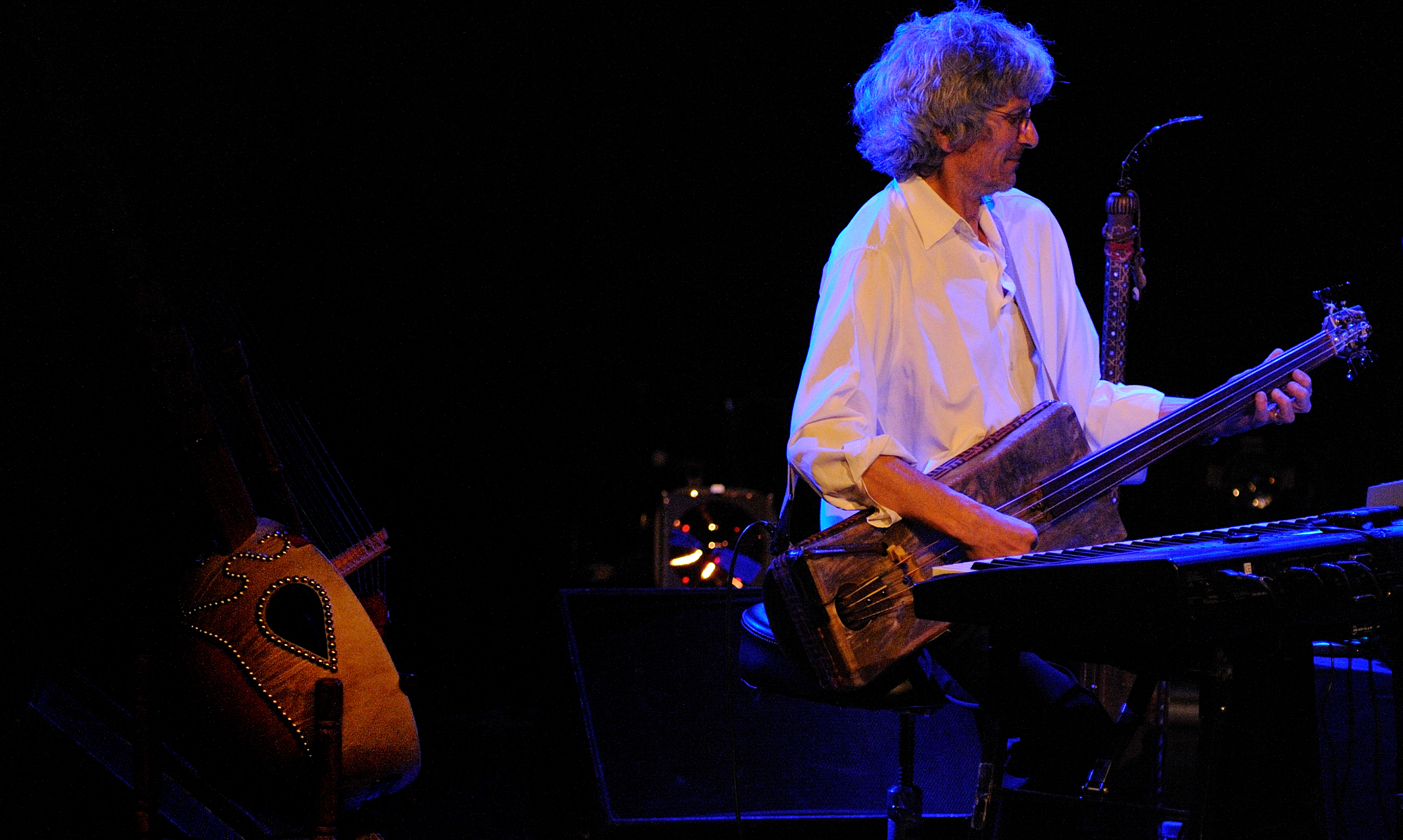
Loy Ehrlich, 2009

Loy Ehrlich (* 30. November 1950 in Boulogne-Billancourt als Alain Ehrlich) ist ein französischer Fusion- und Weltmusiker (Keyboards, Bassgitarre, Gimbri, Gumbass, Kora, Komposition). Er ist Mitbegründer des Hadouk Trios, war aber auch im Progressive Rock tätig.

## Leben und Wirken
Ehrlich erhielt ab dem Alter von fünf Jahren klassischen Klavierunterricht. Als Jugendlicher verkehrte er mit den Mitgliedern der Gruppe Gong und freundete sich mit Didier Malherbe an. 1972 beschloss er nach einer Reise nach Marokko, wo er die Gnawa-Musik kennengelernt hatte, Musiker zu werden. Im selben Jahr gab er sein Debüt als Pianist mit Alan Jack, der psychedelischen Band Crium Délirium und später mit Jacques Higelin und Louis Bertignac.
1974 war Ehrlich mit Wasis Diop und Umban U'Kset Mitglied der Gruppe West African Cosmos und orientierte sich an afrikanischer Musik. Von 1977 bis 1982 lebte er auf La Réunion, wo er sich Alain Péters und René Lacaille in der Gruppe Caméléon anschloss und 1979 die Gruppe Carrousel gründete.
Anschließend war Ehrlich Mitglied der Gruppen Touré Kunda (1983–1985), Bertignac et les Visiteurs (1986–1987) und Youssou N’Dour (1987–1989), mit dem er international tourte. In den 1990er Jahren spielte er mit Ti'Fock, Wasis Diop, Gong, John Lurie, Sofi Hellborg, Amina, Geoffrey Oryema, Danyèl Waro, Diogal, Jon Hassell und Richard Bona. Mit Didier Malherbe entstanden Duoalben; 1996 gründeten sie das Duo Hadouk, das 1997 mit Steve Shehan zum Hadouk Trio erweitert wurde. Die Gruppe erhielt 2007 die Victoires du Jazz.
Von 2000 bis 2009 war Ehrlich künstlerischer Leiter des Gnaoua-Festivals in Essaouira, Marokko. 2007 gründete er die Band of Gnawa mit Cyril Atef, Louis Bertignac, Akram Sedkaoui und Saïd Boulhimas. Er entwickelte den Gumbass, ein Hybridinstruments zwischen der marokkanischen Guembri und dem Fretless Bass. 2013 entstand die Quartett-Formation der Band Hadouk mit Didier Malherbe, Eric Löhrer (Gitarre) und Jean Luc di Fraya (Perkussion, Gesang), mit der er auch in Indien tourte. Der Schlagzeuger Tao Ehrlich ist sein Sohn.

## Diskographische Hinweise
- 1982: Carrousel: La vie est un mystère (Discorama)
- 1993: Les îles du désert (Tangram)
- 2003: Wild (Kosinus)
- 2008: Didier Malherbe & Loy Ehrlich: Carnets d’Asie et d’Ailleurs (Vox terrae)

mit dem Hadouk Trio
- 1998: Shamanimal (Naïve Records)
- 2000: Now (Naïve Records)
- 2003: Hadouk Trio Live à FIP (Mélodie / Abeille Musique)
- 2006: Utopies (Naïve Records)
- 2007: Baldamore (Naïve Records)
- 2009: Air Hadouk (Naïve Records)[3]

mit dem Hadouk Quartet
- 2013: Hadoukly Yours (Naïve Records)
- 2017: Le cinquième fruit (Naïve Records)